# Großer Stern
Le Großer Stern (la « Grande Étoile ») est un rond-point situé à Berlin dans le centre du Großer Tiergarten, au croisement de quatre grandes avenues. Elle se trouve à mi-parcours de l'une d'entre elles, la Straße des 17. Juni. Les autres artères sont :
- la Hofjägerallee ;
- la Altonaer Straße ;
- le Spreeweg.

La place était commandée en 1698 par l'électeur Frédéric III de Brandebourg (le futur roi Frédéric Ier) afin d'aménager le terrain de chasse situé à l'ouest de la capitale. À partir de 1742, dans le cadre de la reconstruction du Tiergarten sur les plans de Knobelsdorff, elle a été développée en espace public représentatif. 
En son centre, se trouve la Colonne de la Victoire (Siegesäule), déplacée à cet endroit en 1938 depuis la place de la République. À une soixantaine de mètres au nord se trouve le monument national de Bismarck, érigé en 1901 face au palais du Reichstag. La statue a été transférée elle aussi à cet endroit en 1938. Le château de Bellevue, résidence officielle du président de la République fédérale d'Allemagne, se situe sur le Spreeweg à environ 250 mètres au nord-est.

## Vue panoramique

Vue panoramique du Tiergarten depuis la Colonne de la Victoire avec, dans l'ordre les artères, la Straße des 17. Juni (vers l'est), la Hofjägerallee (vers le sud), la Straße des 17. Juni (vers l'ouest), la Altonaer Straße (vers le nord-ouest) et le Spreeweg (au nord-est)